# Limahuli Garden and Preserve

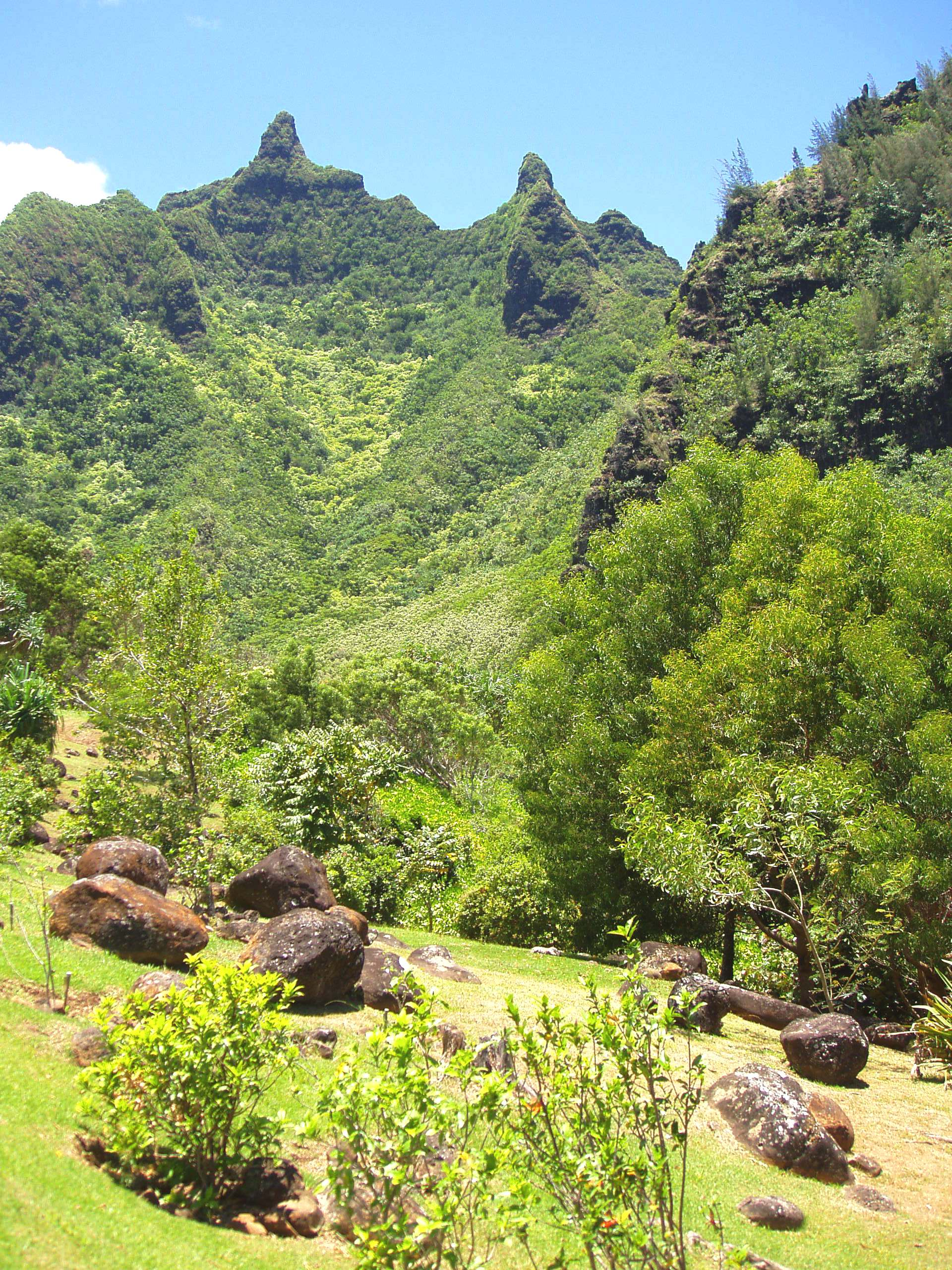
Uitzicht over Limahuli Garden and Preserve

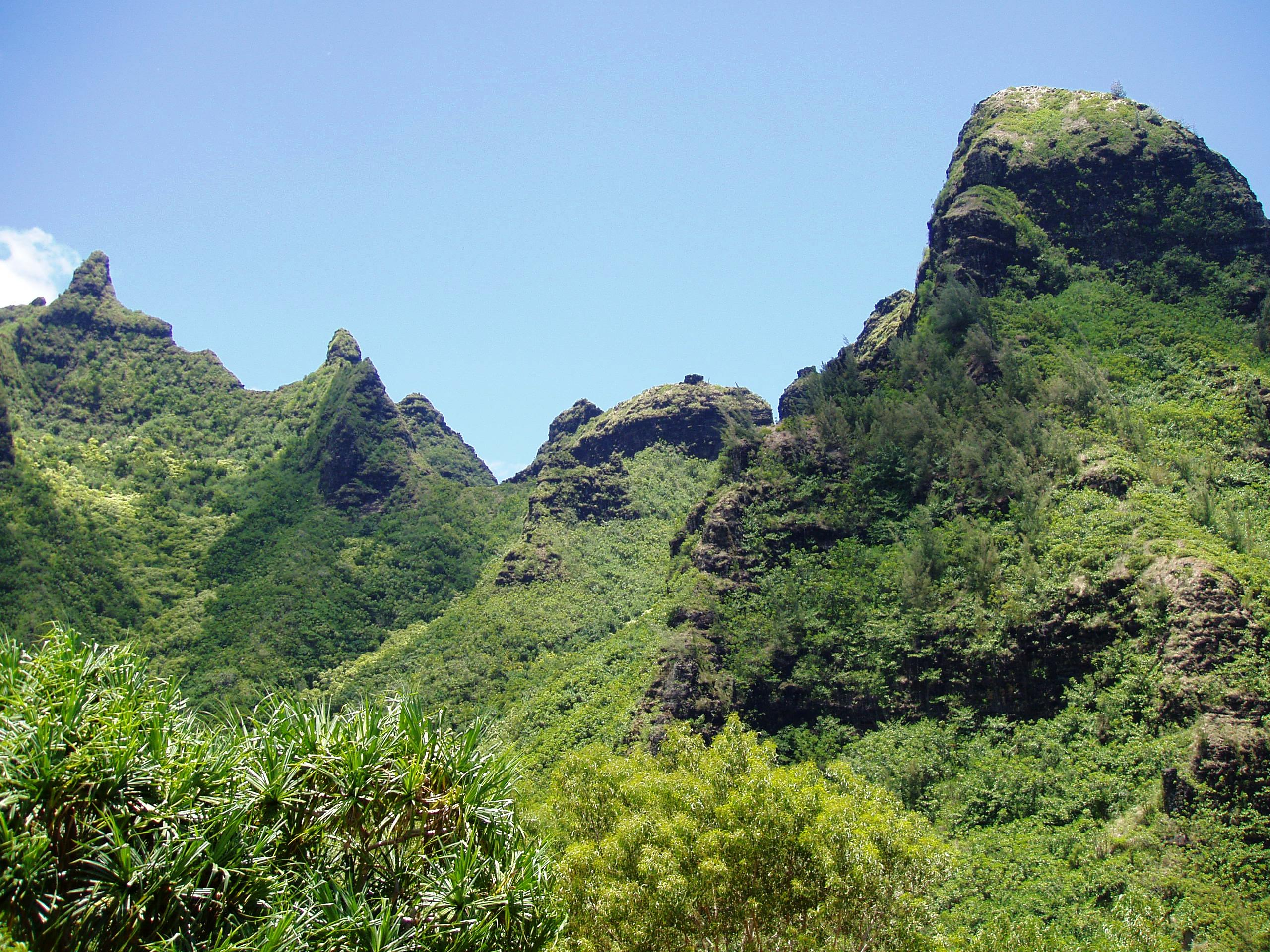
Makana Mountain

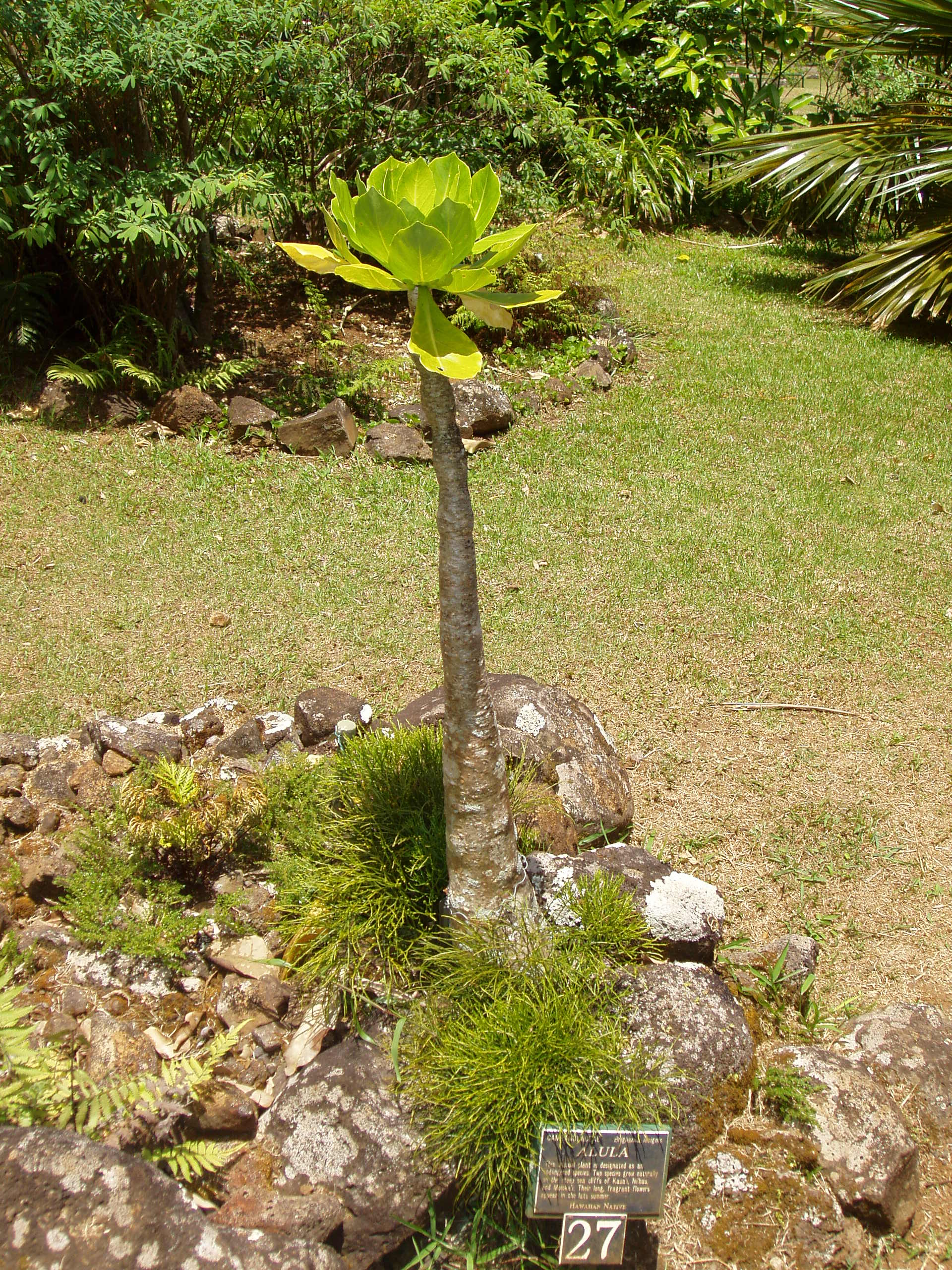
Brighamia insignis in de tuin

Limahuli Garden and Preserve is een botanische tuin en natuurreservaat aan de noordkant van het Hawaïaanse eiland Kauai. Het terrein maakt deel uit van de National Tropical Botanical Garden (NTBG), een netwerk van tuinen en natuurreservaten op Hawaï en in Florida. De tuin wordt geflankeerd door de Makana Mountain, die uitzicht geeft over de Grote Oceaan. Limahuli Stream is een beek die door het terrein loopt.

## Geschiedenis
In 1967 kwam de Limahuli Valley onder het beheer van Juliet Rice Wichman. Zij had het idee om de natuur te beschermen en verwijderde grazend vee van het terrein. In 1976 gaf ze het laagste gedeelte van de Limahuli Valley aan de Pacific Tropical Botanic Garden (vanaf 1988 bekend als de National Tropical Botanical Garden). Dit land zou de Limahuli Garden vormen. Na haar dood, erfde Juliets kleinzoon Chipper Wichman het overige land. Hij leerde over tropische horticultuur bij de NTBG en de University of Hawaii en begon planten te kweken in het tuingedeelte en verrichtte botanisch onderzoek van het gedeelte dat bekend zou worden als Limahuli Preserve. In 1994 gaf hij zijn land ook aan de NTBG, waardoor Limahuli Garden and Preserve ontstond.
In 1995 opende het bezoekerscentrum bij de ingang van de tuin. De American Horticultural Society benoemde de tuin in 1997 tot de beste natuurlijke botanische tuin in de Verenigde Staten.

## Collectie
De plantencollectie bestaat uit planten die van nature voorkomen op Hawaï en planten die van belang waren voor de vroegste inwoners. Ook bevat de tuin planten die zich op Hawaï invasief gedragen.
Planten die endemisch zijn op Hawaï, maken deel uit van de collectie. Dit zijn planten als Pritchardia limahuliensis, Phyllostegia renovans, Brighamia insignis, Munroidendron racemosum, Wilkesia gymnoxiphium, Euphorbia haeleeleanan, Pipturus albidus, Pisonia wagneriana, Kokia kauaiensis, Lobelia niihauensis en Hibiscus waimeae subsp. hannerae. De etnobotanische collectie bestaat uit planten die werden gekweekt door de vroegere bewoners van Hawaï. Hieronder zijn planten als taro (Colocasia esculenta), zoete aardappel (Ipomoea batatas), kava (Piper methysticum), bananen (Musa-species) en suikerriet (Saccharum officinarum).
Een andere collectie betreffen de planten die tijdens de 'plantation era' ('plantage-eeuw'), vanaf circa 1850 op Hawaï zijn geïntroduceerd. Hieronder bevinden zich frangipani (Plumeria-species), soorten uit de gemberfamilie (Zingiberaceae), Heliconia, Hemerocallis, ananas (Ananas comosus), mango (Mangifera indica) en papaja (Carica papaya).
Achter de tuin bevindt zich het Limahuli Preserve, waar natuurbeschermers en biologen zich richten op de bescherming van soorten die van nature in deze habitats voorkomen. Hier groeien endemische planten en andere planten die van nature op Hawaï voorkomen. Deze planten worden ook opgekweekt in de kwekerij van de tuin.